# Gabriel Jaime Gómez
Gabriel Jaime Gómez Jaramillo (Medellín, 8 de diciembre de 1959) es un exjugador y técnico colombiano de fútbol. El apodo que lo hizo famoso en el mundo del fútbol, "Barrabás Gómez", se lo puso su abuelo debido a su carácter rebelde.

## Trayectoria
Como jugador profesional actuó en Millonarios, Atlético Nacional y en el Independiente Medellín, así como en la selección Colombia en el período comprendido entre 1987 y 1994, considerada la mejor era del fútbol colombiano. Sus apariciones  en  la selección con su hermano  de asistente técnico y entrenador Hernán Darío Gómez ('Bolillo'), en la Copa Mundial de Fútbol de 1994 en la cual le dio fin a su exitosa carrera como jugador.
Tan solo un año después empezó su carrera como técnico dirigiendo al Envigado FC, haciendo tan buena campaña que le abrió el paso para dirigir al Atlético Nacional, equipo con el que conquistó  el título como técnico, la Copa Merconorte de 1998. Luego dirigió al Unión Magdalena, en 1999 y posteriormente se fue a dirigir al exterior al Deportivo Quito de Ecuador y Caracas FC de Venezuela. Retorna a Colombia con Atlético Bucaramanga logrando una muy buena campaña. Ha sido considerado un excelente estratega y técnico.
También fungió como asistente de su hermano en la selección de  Colombia en la Copa Mundial de Francia 1998, con Ecuador  (en las eliminatorias) y Mundial Corea y Japón 2002 y en la selección de Guatemala.
Fue entrenador de Atlético Nacional de Medellín en el  2008, posteriormente en el 2013 y 2014 formando parte de un proyecto de divisiones menores. Pasó por Jaguares de Córdoba en el 2014.

## Selección nacional
Con Leonel Álvarez conformó la dupla favorita de Francisco Maturana en la ‘Tricolor’ como los mediocampistas de primera línea. Fue titular en el Mundial de 1990, mientras que en USA 1994 jugó el primer partido pero tras las amenazas que recibió el cuerpo técnico no volvió a actuar.

### Participaciones enCopas del Mundo
| Mundial                  | Sede                     | Resultado                | PJ | GA | Asis |
| ------------------------ | ------------------------ | ------------------------ | -- | -- | ---- |
| Mundial de Italia 1990   | Italia                   | Octavos de final         | 4  | 0  | 0    |
| Mundial de USA 1994      | Estados Unidos           | Fase de grupos           | 1  | 0  | 0    |
| Total en Copas del Mundo | Total en Copas del Mundo | Total en Copas del Mundo | 5  | 0  | 0    |

### Participaciones enCopas América
| Torneo                 | Sede                   | Resultado              | PJ | GA | Asis |
| ---------------------- | ---------------------- | ---------------------- | -- | -- | ---- |
| Copa América 1987      | Argentina              | Tercer lugar           | 1  | 1  | 0    |
| Copa América 1989      | Brasil                 | Fase de grupos         | 4  | 0  | 1    |
| Copa América 1993      | Ecuador                | Tercer lugar           | 6  | 0  | 0    |
| Total en Copas América | Total en Copas América | Total en Copas América | 11 | 1  | 1    |

### Participaciones enEliminatorias al Mundial
| Eliminatoria                         | Sede del Mundial       | Posición                                             | Resultado   | PJ | GA | Asis |
| ------------------------------------ | ---------------------- | ---------------------------------------------------- | ----------- | -- | -- | ---- |
| Eliminatorias Mundial de México 1986 | México                 | 3°lugar 6pts Grupo 1 (Perdedor Repesca Interna)      | Eliminado   | 1  | 0  | 0    |
| Eliminatorias Mundial de Italia 1990 | Italia                 | 1°lugar 6pts Grupo 2 (Ganador Repesca Internacional) | Clasificado | 2  | 0  | 0    |
| Eliminatorias Mundial de USA 1994    | Estados Unidos         | 1°lugar 10pts Grupo A                                | Clasificado | 5  | 0  | 0    |
| Total en Eliminatorias               | Total en Eliminatorias | Total en Eliminatorias                               | 2/3         | 8  | 0  | 0    |

## Clubes

### Como jugador
| Club                   | País      | Año       |
| ---------------------- | --------- | --------- |
| Atlético Nacional      | Colombia  | 1977-1985 |
| Millonarios            | Colombia  | 1986-1987 |
| Deportivo Cali         | Colombia  | 1988      |
| Independiente Medellín | Colombia  | 1988-1990 |
| Unión Atlético Táchira | Venezuela | 1990      |
| Atlético Nacional      | Colombia  | 1991-1994 |

### Como asistente
| Club                   | País      | Año       | Asistente De       |
| ---------------------- | --------- | --------- | ------------------ |
| Selección Absoluta     | Ecuador   | 2002-2004 | Hernán Darío Gómez |
| Selección Absoluta     | Guatemala | 2006-2008 | Hernán Darío Gómez |
| Independiente Santa Fe | Colombia  | 2009      | Hernán Darío Gómez |

### Como técnico
| Club                                     | País      | Año       |
| ---------------------------------------- | --------- | --------- |
| Envigado FC                              | Colombia  | 1995-1997 |
| Atlético Nacional                        | Colombia  | 1997-1998 |
| Unión Magdalena                          | Colombia  | 1999      |
| Deportivo Quito                          | Ecuador   | 2000      |
| Atlético Bucaramanga                     | Colombia  | 2000-2001 |
| Caracas FC                               | Venezuela | 2005      |
| Atlético Nacional                        | Colombia  | 2008      |
| Divisiones menores del Atlético Nacional | Colombia  | 2013-2014 |
| Jaguares de Córdoba                      | Colombia  | 2014      |

## Palmarés

### Como jugador
| Título                | Club              | País     | Año  |
| --------------------- | ----------------- | -------- | ---- |
| Campeonato colombiano | Atlético Nacional | Colombia | 1981 |
| Campeonato colombiano | Millonarios       | Colombia | 1987 |
| Campeonato colombiano | Atlético Nacional | Colombia | 1991 |
| Campeonato colombiano | Atlético Nacional | Colombia | 1994 |

### Como entrenador
| Título              | Club              | País     | Año  |
| ------------------- | ----------------- | -------- | ---- |
| Copa Interamericana | Atlético Nacional | Colombia | 1997 |
| Copa Merconorte     | Atlético Nacional | Colombia | 1998 |

- Datos: Q663771